# Dret foral

Autonomies amb dret foral.
Fuero de Baylío.

El dret foral és l'ordenament jurídic provinent d'aquesta paraula. A Espanya, s'utilitza generalment per a designar el Dret civil foral que per raons històriques existeix en determinades comarques o regions. Sol referir-se als temes de família, successions i règim de la propietat, i amb menor freqüència a les obligacions i contractes.
El terme s'utilitza en oposició al dret comú recollit en el codi civil espanyol. El dret foral s'aplica territorialment a Aragó, Catalunya, Balears (encara que amb particularitats a cada illa), Galícia, Navarra, a part del País Basc i a alguns municipis d'Extremadura (el conegut com Fur de Baylío).
Les especialitats forals de les actuals Comunitats de Navarra i País Basc, les úniques que encara en l'actualitat disposen de sistemes forals a Espanya, engloben drets propis que van més enllà de la mera legislació civil.
El terme procedeix dels furs, que eren els estatuts jurídics que recollien a l'edat mitjana els costums de cada localitat, a part dels privilegis atorgats pels reis a aquestes, així com el conjunt de disposicions que preservaven la noblesa, el clergat i els vassalls d'una zona. Era un pacte solemne entre els pobladors i el rei, i també-per extensió-eren les normes que regien determinada comarca o localitat. Era un Dret molt dividit, en què una ciutat concreta es regia pel seu dret propi.
D'aquest terme va sorgir el dret foral, que posteriorment es va utilitzar per referir-se al Dret que regeix de forma específica a un territori donat.Habitualment, els Drets forals regeixen en territoris més amplis dels que originalment eren d'aplicació dels furs.

## Nota
1. ↑  Dret Foral[Enllaç no actiu]